# 平壤神學校
平壤神学校（평양신학교）曾是一所位于平壤的长老宗神学院。

## 历史
1901年，美国传教士塞缪尔·奥斯汀·莫菲特（Samuel Austin Moffett，韩国汉字名：马布三悦）在平壤的私宅创办了平壤神学校，并担任首任校长。
学校成立后，长老会公义或正式承认了平壤联合神学校的名称。1907年，首届7位学生（包括吉善宙牧师、邦基昌牧师等）毕业，他们成为了朝鲜基督教长老会早期的牧师。1925年，第二任校长上任。
在日本帝国，日本朝鲜总督府强迫朝鲜人参拜日本神社，而平壤神学校拒绝参拜，遭到了统治当局的严厉打压。因此，该校于1930年代被迫关闭。反对神社参拜的人士被日本当局关押，部分人士甚至在监狱中丧生，其中包括殉道者朱基徹牧师。
1940年，一君牧师在首尔仁寺洞成立了朝鲜神学院（现韩神大学）。
1945年，日本在二战中战败，不久之后，朝鲜民主主义人民共和国成立，开始打压宗教活动。朝鲜人民军逮捕并处决了第4代、第5代和第6代校长。至今，平壤神学校仍然关闭。
1948年，第7代校长朴亨龙牧师在首尔创立了长老会神学院（现长老会神学大学校），而总神大学继承了平壤神学校的传统。
1961年，经过大韩民国文教部批准，该学院于1966年设立了研究所。